# ウクライナ鉄道EPL2T形電車
EPL2T形（ウクライナ語: ЕПЛ2Т）は、ウクライナの国営鉄道会社であるウクライナ鉄道が2000年から導入した、ルハンシクテプロヴォーズ製の直流電化区間用電車である。

## 概要・運用
1896年の創業時からソビエト連邦の崩壊まで、ルハンスクディーゼル機関車工場（旧：ルハンスク蒸気機関車工場）はその名の通り蒸気機関車やディーゼル機関車が製造の多数を占めていたが、ソ連崩壊後ウクライナに籍を置く工場となり、1995年にルハンシクテプロヴォーズに再編された事で、機関車以外の鉄道車両の生産も行う事となった。その中で、ソ連運輸通信省（ソ連国鉄）時代に製造され老朽化が進んだER2形電車の置換用として開発されたのがEPL2T形直流電車である。
ステンレス製の車体を有し、車両の全長はER2形よりも長い25,250 mmである。乗降扉は先頭車（制御車）に2箇所、中間車に3箇所設置されており、扉部は防寒のため客室とはデッキで区切られている。編成は8両編成を基本としており、「制御車＋電動車＋付随車＋電動車＋電動車＋付随車＋電動車＋制御車」という構成になっている。
座席配置は3列＋3列（デッキ付近は2列＋2列、トイレ付近は0列＋1列）のボックスシートで、背もたれや座面はクッションが設置されている。トイレは各車両に1つ搭載されている。冷房装置がないため夏場は強制換気によって車内を涼しくする一方、走行区間における冬季の厳寒に対応するため暖房システムや断熱構造が徹底されており、冬季でも車内は設定気温＋15℃が自動的に維持されるようになっている。
電気機器にはロシアやラトビア製の部品が使用されており、制動装置として電気ブレーキ、空気ブレーキ、手ブレーキが搭載されている。
2000年から2008年まで8両編成36本が製造され、ウクライナ各地の直流電化路線で使用されている。そのうち2006年に製造されたEPL2T-017編成以降は前面の設計が大幅に変更されている。また、2004年に製造されたEPL2T-3001編成は最高速度160 km/hの試作車として登場したが、以降製造された車両に試験結果が活かされる事はなかった。

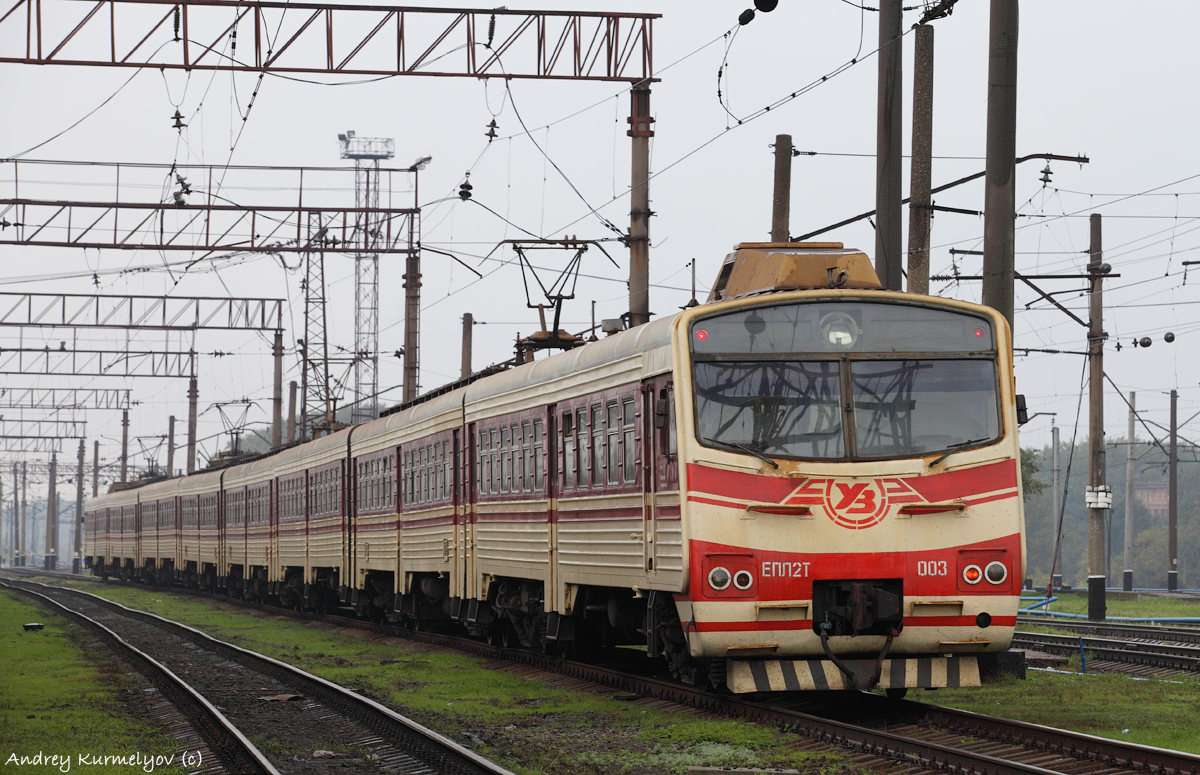
EPL2T-003編成
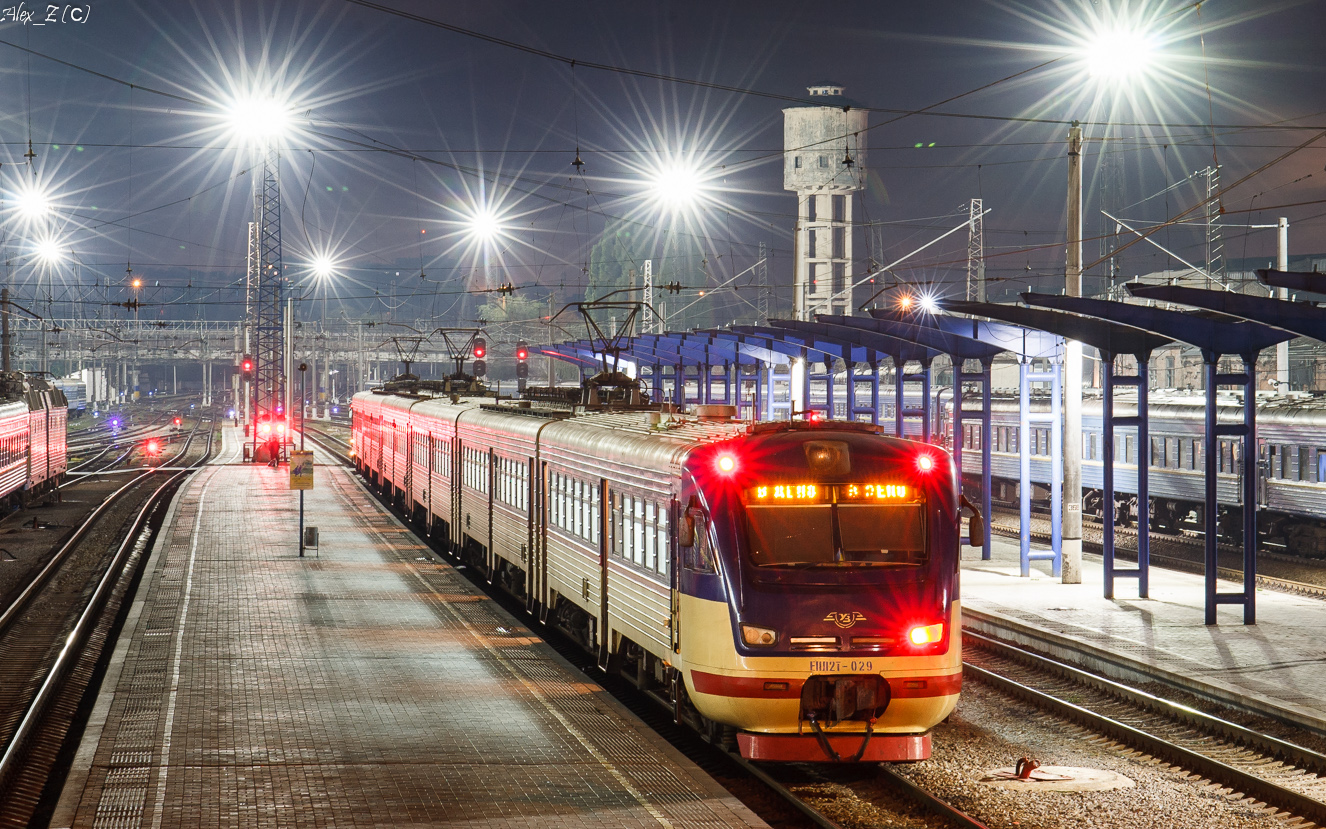
EPL2T-029編成
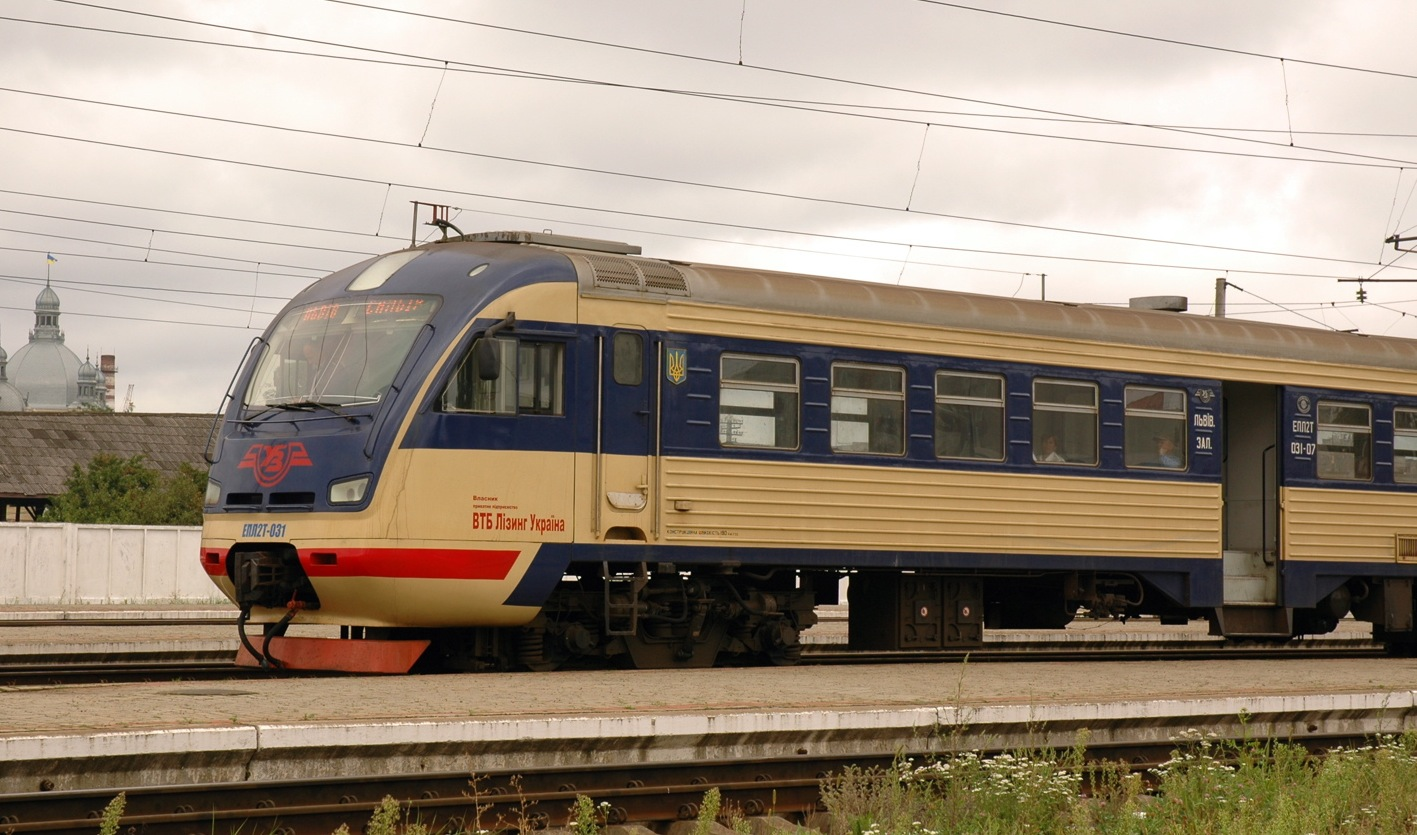
EPL2T-031編成
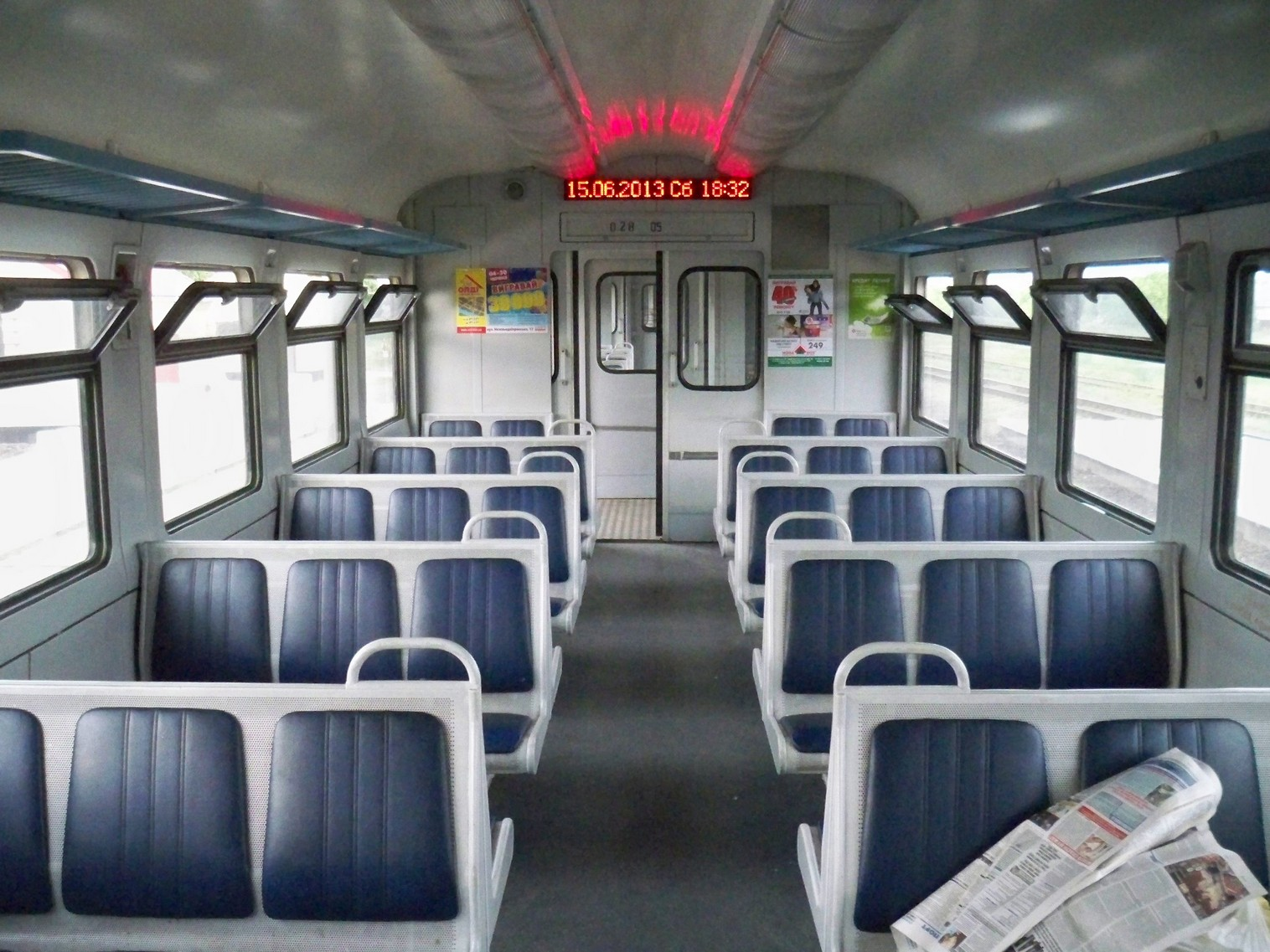
車内 デッキの扉上にはLED方式の車内案内表示装置が設置されている

## 関連形式

### EPL9T形（ЭПЛ9Т）
旧型電車の置換用に2001年から導入された交流電化区間用電車。交流区間用に対応した電気機器を除く基本的な設計はEPL2T形と共通である。

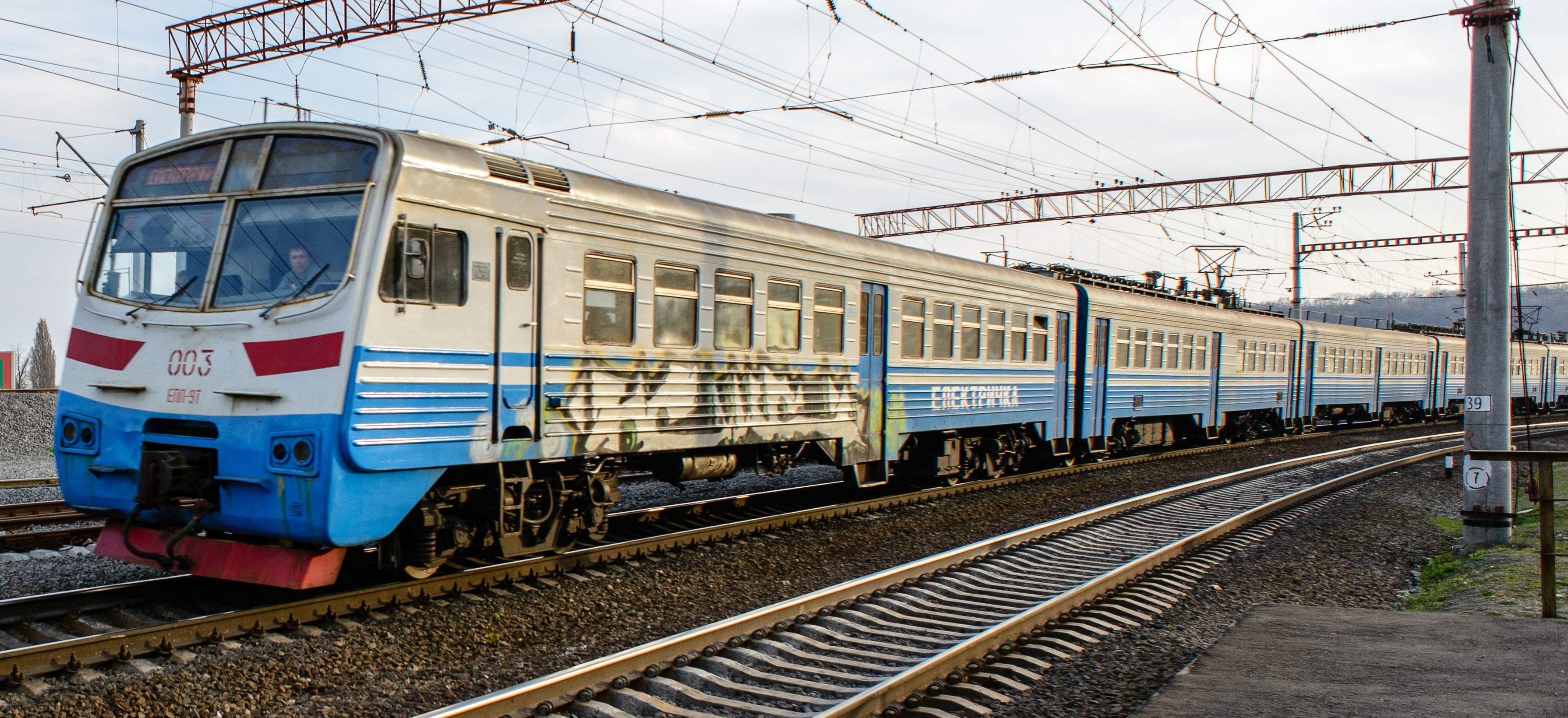
EPL9T形（003編成）